# Porosteognathus
Porosteognathus is een geslacht van uitgestorven therocephalide therapsiden. Overblijfselen zijn gevonden in Isheevo in Rusland (republiek Tatarstan).
In 1955 benoemde Wjoesjkow de typesoort Porosteognathus efrimovi. De geslachtsnaam is afgeleid van het Grieks poros, 'doorgang', osteon, 'bot', en gnathos, 'kaak'. De soortaanduiding eert Iwan E. Efremow.
Het holotype PIN 157/19 is gevonden op de linkeroever van de rivier de Oelema in een laag die dateert uit het Perm. Het bestaat uit een paar wandbeenderen.